# Talpa fossilis
Talpa fossilis — вид комахоїдних ссавців кротових (Talpidae). Скам'янілі рештки представляють четвертинний період Чехії (2 колекції), Німеччини (1), Угорщини (18), Польщі (1), Румунії (6), Іспанії (1); пліоцен-плейстоцен Угорщини (1); пліоцен Франції (2), Угорщини (4), Румунії (1); міоцен Греції (1).